# Генеалогија
Генеалогија, од грчких речи γενεα (род, племе, колено) и λόγος (реч, говор, мисао) је наука о постанку, односима и коренима имена и презимена људи (родословље), животиња и биљака. У циљу проучавања историје породица и утврђивање њиховог порекла генеалози користе усмено предање, историјска документа, генетичке анализе и друге методе. Резултати се обично приказују путем породичних стабала али могу бити представљени и у виду приче. Тежња за истраживањем породичне историје и корена може имати разне мотиве, укључујући жељу за проналажењем и учвршћивањем места породице у историји света или свог народа али и осећај одговорности за очување наслеђа за будуће генерације.
Запис о генеалошком раду може се представити као „родослов“, „породична историја“ или „породично стабло“. У ужем смислу, „генеалогија“ или „породично стабло“ прати потомке једне особе, док „породична историја“ прати претке једне особе, мада се термини често користе наизменично. Породична историја може укључивати додатне биографске податке, породичне традиције и слично.
Потрага за породичном историјом и пореклом има тенденцију да се обликује из неколико мотива, укључујући жељу да се за дату породицу издвоји место у широј историјској слици, осећај одговорности за очување прошлости за будуће генерације и зарад самозадовољства прецизног приповедање. Генеалошка истраживања се такође изводе у научне или форензичке сврхе.

## Преглед
Атерски генеалози типично следе своје порекло и порекло својих супружника. Професионални родословци исто тако могу спроводити истраживања за друге, објављивати књиге о генеалошким методама, подучавати или стварати сопствене базе података. Они могу радити за компаније које пружају софтвер или производе материјале за употребу других професионалаца и аматера. Сви они покушавају да разумеју не само где и када су људи живели већ и њихов начин живота, биографије и мотивације. Ово често захтева - или води до - познавања застарелих закона, старих политичких граница, миграцијских трендова и историјских друштвено-економских или верских услова.
Генеалози се понекад специјализују за одређену групу, на пример, шкотски клан; одређено презиме, на пример у једноименској студији; малу заједницу, на пример, једно село или жупа, на пример у студији на једном месту; или на одређену, често познату особу. Крвне лозе Сејлема су пример специјализоване групе за породичну историју, која обухвата чланове за које се може доказати да воде порекло од учесника суђења вештицама у Сејлему.
Генеалози и породични историчари често се придружују друштвима породичне историје, где почетници могу учити од искуснијих истраживача. Таква друштва углавном служе одређеном географском подручју. Њихови чланови могу такође индексирати записе како би им били приступачнији или се бавити заговарањем и другим напорима ради очувања јавних евиденција и гробља. Неке школе ангажују ученике на таквим пројектима као средство за јачање лекција о имиграцији и историји. Друге бенефиције укључују породичне историје болести за породице са озбиљним медицинским стањима која су наследна.
Изрази „генеалогија” и „породична историја” често се користе синонимно, мада неки ентитети нуде извесне разлике у дефиницијама. Друштво родословаца, иако такође користи изразе синонимно, описује генеалогију као „успостављање педигреа екстраховањем доказа из ваљаних извора о томе како је једна генерација повезана са следећом“ и породичне историје као „биографске студије генеалошки доказане породице и заједнице и земље у којој су живели“.

## Мотивација
Појединци спроводе родословна истраживања из више разлога.

### Лични или медицински интерес
Физичка лица истражују генеалогију из знатижеље о свом наслеђу. Ова знатижеља може бити посебно јака међу онима чија је породична историја изгубљена или непозната због, на пример, усвајања или одвајања од породице разводом, смрћу или другим ситуацијама. Осим што једноставно желе да сазнају више о томе ко су и одакле потичу, појединци могу истражити своју генеалогију како би сазнали о могућим наследним болестима у својој породичној историји.
У медијима расте интересовање за породичну историју као резултат оглашавања и телевизијских емисија које спонзоришу велике генеалошке компаније, попут Ancestry.com. Ово, заједно са лакшим приступом онлајн записима и приступачношћу ДНК тестова, подстакло је радозналост и омогућило онима који су знатижељни да лако почну да истражују своје порекло.

### Заједница или верска обавеза
У комунитарним друштвима, нечији идентитет је дефинисан колико нечијим сродничком мрежом, толико и индивидуалним достигнућима, а питање „Ко си ти?” би се одговорило описом оца, мајке и племена. Новозеландски Маори, на пример, уче хакапапа (генеалогије) да би открили ко су они.
Породична историја игра улогу у пракси неких религијских система веровања. На пример, Црква Исуса Христа светаца последњих дана (ЛДС црква) има доктрину крштења за мртве, што захтева да се припадници те вере ангажују у истраживању породичне историје.
У источноазијским земљама које су историјски обликоване конфучијанизмом, многи људи прате праксу поштовања предака, као и вођење генеалошких записа. Имена предака су исписана на плочама и смештена у светилишта, где се обављају ритуали. Родослови се такође бележе у родословним књигама. Ова пракса је укорењена у уверењу да је поштовање породице темељ здравог друштва.

### Утврђивање идентитета
Краљевске породице, како историјски тако и у модерно доба, воде евиденцију о својим родословима како би утврдиле своје право да владају и одредиле ко ће бити следећи суверен. Вековима у различитим културама, нечија генеалогија је била извор политичког и друштвеног статуса.
Неке земље и домородачка племена дозвољавају појединцима да добију држављанство на основу њихове генеалогије. У Ирској и Грчкој, на пример, појединац може да постане држављанин ако је неко од њихових бака и дедова рођен у тој земљи, без обзира на њихово сопствено или родно место родитеља. У друштвима као што су Аустралија или Сједињене Државе, до 20. века, постојао је све већи понос на пионире и градитеље нација. Утврђивање порекла од њих је било, и јесте, важно за друштва лозе, као што су Кћери америчке револуције и Опште друштво Мејфлауерских потомака. Модерна породична историја истражује нове изворе статуса, као што је слављење отпорности породица које су преживеле генерације сиромаштва или ропства, или успеха породица у интеграцији преко расних или националних граница. Неке породичне историје чак наглашавају везе са славним криминалцима, као што је бушрејнгер Нед Кели у Аустралији.

### Правна и форензичка истраживања
Адвокати укључени у оставинске предмете раде генеалогију да би лоцирали наследнике имовине.
Детективи могу да врше генеалошка истраживања користећи ДНК доказе да идентификују жртве убистава или починиоце злочина.

### Научно истраживање
Историчари и генетичари могу да спроводе генеалошка истраживања да би стекли боље разумевање специфичних тема у својим областима, а неки могу да ангажују професионалне генеалоге у вези са специфичним аспектима свог истраживања. Они такође објављују своја истраживања у рецензираним часописима.
Увођење постдипломских курсева из генеалогије последњих година дало је генеалогији више академски фокус, са појавом часописа који се рецензирају у овој области. Научна генеалогија почиње да се појављује као самостална дисциплина, са све већим бројем појединаца који су стекли генеалошке квалификације и спроводе истраживања о различитим темама везаним за генеалогију, како у оквиру академских институција тако и независно.

### Дискриминација и прогон
У САД, „правило једне капи“ тврдило је да се свака особа са макар једним претком црног порекла („једна кап“ „црне крви“) сматра црнцем. То је било Кодификовано у законима неких држава (нпр. Закон о расном интегритету из 1924. године) да би се појачала расна сегрегација.
Генеалогија је такође коришћена у нацистичкој Немачкој да би се утврдило да ли се нека особа сматра „Јеврејом“ или „Мишлингом“ (Мишлингов тест), и да ли се особа сматра „Аријевцем“ (Ahnenpaß).